# Convento de Nossa Senhora da Esperança (Lisboa)
O Convento de Nossa Senhora da Piedade da Esperança é um convento localizado na freguesia da Estrela, em Lisboa. Foi um convento de clausura feminino da Ordem de Santa Clara, pertencente à Província de Portugal da Regular Observância da Ordem dos Frades Menores.
Em 1524, foi fundado, sob a invocação de Nossa Senhora da Piedade da Boa Vista, por autorização de bula do Papa Clemente VII, como recolhimento para senhoras nobres, por iniciativa de D. Isabel de Mendanha, filha de Pedro de Abendano (biscaínho) e de Dona Inês de Benavides, casada com D. João de Meneses.
Foi D. Joana de Eça que prosseguiu as obras do Convento, construído no outeiro da Boa Vista, na quinta da Sizana, e nele se recolheu com duas filhas, sendo aí sepultada em 1571.
Em 1536, recebeu a primeira comunidade, constituída por nove freiras vindas do convento de Santa Clara do Funchal, e por duas freiras vindas do convento de Santa Clara de Santarém.
Após a morte da fundadora, esta comunidade foi protegida por D. Joana de Eça, filha de João Fogaça e de D. Maria de Eça, e viúva de D. Pedro Gonçalves da Câmara, filho do segundo capitão-donatário da ilha da Madeira.
Em 1551, o Convento tinha trinta e sete freiras, uma capela com as suas obrigações e duas confrarias. Ficou conhecido por Nossa Senhora da Esperança, devido a uma irmandade de pilotos e mestres do mar aí criada sob a referida invocação.
Em 1834, no âmbito da "Reforma geral eclesiástica" empreendida pelo Ministro e Secretário de Estado, Joaquim António de Aguiar, executada pela Comissão da Reforma Geral do Clero (1833-1837), pelo Decreto de 30 de Maio, foram extintos todos os conventos, mosteiros, colégios, hospícios e casas de religiosos de todas as ordens religiosas, ficando as de religiosas, sujeitas aos respectivos bispos, até à morte da última freira, data do encerramento definitivo.
Os bens foram incorporados nos Próprios da Fazenda Nacional.
Em 1888, foi encerrado por falecimento da última freira.
| - 1523 - fundação de um mosteiro para albergar membros da nobreza, por iniciativa de D. Isabel de Mendanha, filha de um comerciante Biscainho e esposa de D. João de Meneses (camareiro-mor do príncipe D. Afonso e aio do príncipe D. João, futuro D. João III); - 1526 - por Bula de Clemente VII é criado o cenóbio com a invocação de Nossa Senhora da Piedade da Boa Vista; - 1527 - início da construção do edifício no Outeiro da Boavista, um local isolado, na Quinta da Sizana, confrontando a N. e a O. com as terras pertencentes ao prior de Santa Justa, e a Sul com caminhos público que ligavam a Belém, anexa a uma capela de São Vicente de Fora, cujo aforamento de 14$000 era pago pelo monarca; - 1528, outubro - testamento da fundadora, pedindo para ser sepultada no Mosteiro de São Francisco da Cidade e que se continuasse a construção do seu Mosteiro, que seria dedicado a Nossa Senhora da Piedade; para a construção deixa fazenda para ser vendida; a abadessa viria do Mosteiro da Conceição de Beja, deixando a esta, para rendimento do Mosteiro, quatro herdades no Alentejo, um casal em Muge; em troca, seriam rezadas missas pela sua alma, pela do marido, D. João de Meneses, pelos seus pais, pelo rei D. Manuel e respetivas esposas; recomenda o Mosteiro a D. João III e à rainha D. Catarina; - 1531, 13 outubro - codicílio ao testamento, reiterando as vontades anteriores; - 1532, 20 agosto - falecimento da padroeira, havendo ainda muito para construir no Mosteiro; D. Joana de Eça, viúva de D. Pedro Gonçalves da Câmara, filho do segundo capitão-donatário da ilha da Madeira, prossegue as obras do Mosteiro, com a construção da casa do Capítulo; D. Joana pede para se recolher no Mosteiro com duas filhas, o que foi do agrado real; - 1535, 25 outubro - entram as primeiras religiosas no edifício, nove provenientes de Santa Clara do Funchal (Inês de Deus, Maria da Assunção, Helena de Jesus, Bárbara da Assunção, Clara do Paraíso, Inês de São Francisco, Ana do Espírito Santo, Ana de São João e Ângela de Jesus) e duas de Santa Clara de Santarém (Inês do Espírito Santo e Joana de Santa Clara, ambas filhas de Diogo Silveira), professando a Ordem de Santa Clara e ficando dependente do Mosteiro de São Francisco da Cidade; é nomeada abadessa, Inês de Deus; o claustro é de pequenas dimensões e encontra-se por fechar; - 1548, 03 agosto - fundação do mosteiro de clarissas; - 1551 - o Mosteiro tem 37 freiras, uma capela e duas confrarias, uma delas de Nossa Senhora da Esperança, integrando pilotos e mestres do mar da carreira de São Tomé, instalada num altar colateral, com imagem do orago pintada; - 1553 - o prior e beneficiados de Santa Justa escambam os terrenos do Mosteiro, ficando as religiosas com direito ao senhorio da mesma, sendo a terra de troca doada por D. Isabel de Castro, mulher de Miguel Corte Real, em troca de duas missas cantadas; - 1557 - após a morte de D. João III, a rainha D. Catarina instala-se, frequentemente, num palácio régio, mandado construir junto ao cenóbio, onde se recolhia com D. Maria e D. Sebastião; - 1560 - data num retábulo com relevos em terracota, transferido para o Museu de Arte Antiga em 1891 (SILVA, p. 21); - 1564 - Pio IV estipula que o Mosteiro tenha o máximo de 50 religiosas e 15 serviçais, sendo três lugares de nomeação da rainha, que paga a cada uma delas 90$000 para sustento; - 1571 - sepultura de D. Joana de Eça no coro do Mosteiro, deixando vários bens às religiosas, entre os quais 190$000 de foros na ilha da Madeira, em troca de uma missa quotidiana; - 1572 - doação de várias relíquias das Onze Mil Virgens a D. Joana de Eça pela mulher do Imperador Maximiniano, D. Maria; século XVI, final - Cristóvão Rodrigues de Oliveira refere que o Mosteiro tem 37 freiras, tendo a igreja duas confrarias, a de Nossa Senhora da Esperança, com 180 cruzados de rendimento, e a de Nossa Senhora da Piedade com 80 cruzados; o Mosteiro tem 500 cruzados de rendas e 28 servidores; * 1594 - 1596 - no governo de Madre Jerónima de Jesus, ocorreu a feitura do dormitório novo nas antigas casas da rainha D. Catarina; ampliação e remodelação da enfermaria e colocação de alegretes forrados a azulejo na quadra do claustro, tendo as obras importado em 1:317$260; - 1596 - a comunidade é autorizada a admitir 20 serviçais; - 1597 - 1599 - no abassiado de Madalena do Horto, foi feita a obra do coro-alto; - 1606 - 1608 - com D. Inês de São Paulo são azulejadas *1 as paredes da nave, uma lateral e a do coro a expensas da comunidade, sendo as demais pagas pelas confrarias sediadas na igreja; feitura de duas lâmpadas; - 1610 - 1612 - com António de Santa Ana é lajeada a antiga cozinha e feito um muro que divide a vinha; condução da água até à fonte do claustro; execução de uma custódia, dando-se a antiga e 47$550; - 1612 - 1614 - com D. Madalena do Horto, são feitos os muros da horta e da vinha, então plantada, com portas de pedraria, por 679$242; * 1614 - obra na capela-mor e feitura dos nichos dos altares colaterais e arco triunfal, em pedraria; colocação de azulejo de brutesco; redouramento do retábulo-mor; lajeamento do pavimento da capela-mor; - 1617 - o terreiro é lajeado pela Câmara, sendo dividido em dois terraços; - 1618 - 1620 - com D. Francisca dos Anjos é reformado o refeitório, sendo colocado azulejo com brutesco, a azul e branco nas paredes, encimados por 8 quadros a óleo, seis deles feitos de novo; feitura de quatro frestas grandes, porta e janela de pedraria, sendo feita a ministra do refeitório, com portas e janelas de bordo; feitura do teto em gesso e molduras policromas; reforma das mesas e feitura de novos assentos com pés de pedra, fixos; a obra importa em 301$080; derrube do que restava do Palácio de D. Catarina, sendo reaproveitados os materiais; re-edificação do ante-coro, com colocação de azulejo azul e branco e 7 painéis pintados de novo, por 81$460; execução da porta regral, em madeira de bordo e grades de ferro; execução de duas janelas na torre e colocação de ladrilho; feitura de nova sacristia e dos caminhos dos jardins, com 6 quadras, ladrilhados a tijolo e azulejo, por 97$240; - 1620 - existência da imagem de Nossa Senhora da Esperança, de vulto; a comunidade possui várias relíquias, entre as quais um Santo Lenho, numa cruz com o Crucificado de prata, doada por D. Catarina a D. Joana, cabeças das Onze Mil Virgens, em caixas de prata, guarnecidas com pedras e pérolas, duas custódias com relíquias de São Sebastião e Santa Ana, um relicário de prata com Sudário, instrumentos da Paixão, ossos de Santa Clara e Santa Maria Madalena, no altar do Presépio, duas pirâmides com relíquias e dois braços relicários estofados; - 1620 - 1623 - com Catarina da Anunciação é construído um dormitório nas três casas existentes junto à Casa do Lavor, por 120$800; feitura de um engenho que permita a condução da água da fonte para o claustro, para a varanda de cima, até à cozinha da enfermaria, por 35$190; colocação de um telheiro sobre a porta regral, por 31$240; - 1623 - 1626 - com D. Ana de São Francisco é feita a sacristia de fora, em pedraria, com portal, fresta, lavabo e carpintaria, por 205$970; - 1626 - 1629 - com Antónia da Coluna é feita uma casa na vinha de fora; - 1629 - 1632 - feitura de um órgão por 40$000, por ordem de Margarida do Espírito Santo; - 1635 - 1638 - com D. Antónia da Piedade é colocado azulejo na Casa do Capítulo, cuja pintura é renovada, por 51$000; - 1638 - 1641 - com D. Leonor do Presépio, é feito o claustro pequeno com colunas de pedra, por 357$950; feitura de uma custódia de prata dourada e uma cruz de cristal para o Santo Lenho, por 115$000; - 1641 - 1644 - douramento do arco triunfal, por ordem de Mariana de São Francisco, pela quantia de 35$430; - 644 - 1647 - com D. Joana de Jesus são feitas as grades da igreja, em pau-santo, com marchetados de bronze e balaústres de embutidos; rebaixamento da tribuna do coro, com feitura das grades em pau-santo e bronze dourado; colocação de 10 painéis pintados a óleo com molduras de talha dourada nas paredes da capela-mor; - 1653 - 1657 - com D. Vicência da Cruz é feito um sacrário de talha dourada por 10$400; - 1661 - 1664 - com D. Joana da Conceição é feito o muro do quintal dos padres, por 1$500; - 1664 - 1667 - com D. Margarida dos Anjos é colocado azulejo nas duas casas da portaria por 237$300 e pintura do teto por 32$000; - 1667 - recolhe ao Mosteiro à rainha D. Maria Francisca de Sabóia; - 1670 - 1673 - com D. Maria de São José ocorre a feitura do arcaz da sacristia de fora com 12 gavetas em madeira de jacarandá por 90$000 e aquisição de ferragens por 13$600, douradas pela quantia de 24$400; execução de um bufete de pedra para os cálices por 11$000; colocação de azulejo na sacristia por 34$440 e pintura do teto por 64$380; colocação de novas vidraças por 9$000; feitura de 58 braças de muro na horta por 116$000; - 1679 - 1682 - com D. Antónia da Trindade é ladrilhada a segunda casa da portaria, por 20$100; à sua custa, manda revestir a talha a cimalha da igreja e o arco triunfal; - 1685 - 1688 - feitura de dois quadros para o coro-baixo com molduras em talha dourada, por 140$000; - 1689 - fundação da Confraria do Amor Divino, por ação da religiosa Helena da Cruz; - 1694 - 1697 - com D. Helena da Cruz é colocado azulejo na Casa das Madres; - 1697 - 1700 - D. Guiomar da Cruz manda fazer uma capela em talha na igreja por 130$000, dourada por 100$000; - 1704 - existem no Mosteiro 38 religiosas professas, uma noviça, 13 educandas, 24 serviçais da comunidade e não existem serviçais particulares; - 1707 - a igreja tem acesso por um amplo terreiro, fechado por grades de ferro e marcado por cruzes em calcário vermelho; a porta tem duas colunas laterais, encimada por janela e aletas; o interior tem abóbada de nervuras e a capela-mor tem retábulo de talha dourada com nichos sobrepostos e tribuna central; possui oito lâmpadas de prata, sete cálices de prata dourada, 16 tocheiros, uma custódia de prata dourada, galhetas, 2 turíbulos e uma naveta; na nave, a Capela do Amor Divino, com frontal de altar em prata, tendo uma confraria do Monte do Divino Amor, com origem em Nápoles; - 1712 - segundo Carvalho da Costa, residem no edifício 70 religiosas, quase todas fidalgas, 3 confessores e 2 donatos e tem de renda 9 mil cruzados; - 1741 - 1744 - D. Caetana do Nascimento manda fazer um novo órgão por 200$000; - 1755, 01 novembro - com o terramoto, as abóbadas da igreja ficam arruinadas, tendo obrigado à demolição das paredes; o mosteiro ficou também danificado; - 1758 - o monarca manda construir um sumptuoso edifício para acomodar a comunidade e as religiosas provenientes do Calvário e de Santa Clara; 27 Abril - nas Memórias Paroquiais, assinadas pelo pároco de Santos-o-Velho, Gonçalo Nobre da Silveira, é referido o Convento; - 1801 - feitura do órgão de quatro Oitavas, por Joaquim Peres Fontanes, com caixa pintada a charão dourado; - 1833 - segundo a descrição de Luís Gonzaga Pereira a igreja tem um cruzeiro fronteiro e, no adro, o Senhor Jesus da Via Sacra; capela-mor com a imagem de Nossa Senhora da Piedade e, na nave, três capelas no lado do Evangelho e duas no lado da Epístola; a cobertura tem a pintura de Nossa Senhora da Piedade; possui as imagens de madeira de Nossa Senhora da Piedade e de Santo António; na igreja, está instituída a Confraria da Caridade dos Presos; - 1850, 27 dezembro - legado ao Mosteiro de alguns imóveis situados no Lumiar por D. Maria Gertrudes Balbina Leal; - 1888 - a Câmara Municipal de Lisboa solicita a cedência do edifício para a instalação de uma padaria; 11 agosto - extinção do Mosteiro por morte da abadessa Joaquina Cândida de Jesus; 27 dezembro - tomada de posse do edifício pela Câmara Municipal de Lisboa; - 1888 - 1889 - no inventário às propriedades e foros do Mosteiro, são referidas propriedades nos concelhos de Alcácer, Aldeia Galega, Almada, Almeirim, Arruda, Azambuja, Belém, Cascais, Lisboa, Loures, Lourinhã, Mafra, Moita, Óbidos, Oeiras, Portel, Redondo, Rio Maior, Salvaterra de Magos, Santarém, Seixal, Sintra, Sobral de Monte Agraço, Torres Vedras, Vila Franca de Xira; - 1889 - concessão de objetos, alfaias e mobiliário existente no mosteiro à Igreja de Santa Cruz do Castelo, Igreja dos Mártires, Igreja de São Carlos de Fataunços, Igreja do Sagrado Coração de Jesus, Igreja de São Lourenço, Igreja de São José, Igreja do Campo Grande, Igreja de Alpiarça, Igreja da Serra do Bouro, nas Caldas da Rainha, Igreja do Olival, em Ourém, à Igreja de Santos o Velho e ao Mosteiro da Encarnação de Lisboa; 04 junho - a Irmandade de Nossa Senhora das Dores em Belém pede a cedência de um reposteiro, um pluvial, jarras, vasos de louça e uma esteira; 24 julho - cedência dos objetos solicitados pela Irmandade de Nossa Senhora das Dores em Belém; 16 setembro - data de uma planta do Mosteiro existente no Arquivo da Câmara Municipal de Lisboa *2; - 1891 - instalação no local do Corpo Municipal de Bombeiros, que iniciam a reforma do edifício, conforme projeto do arquiteto José Luís Monteiro, aproveitando cantarias do extinto mosteiro. |